# Rivière L’Assomption
Der Rivière L’Assomption (englisch Assomption River, benannt nach der Mariä Aufnahme in den Himmel) ist der wichtigste Wasserweg in der Region Lanaudière in der kanadischen Provinz Québec.
Der Fluss hat eine Länge von etwa 188 km und ein Einzugsgebiet von 4222 km².
Die Quelle liegt im Massiv des Mont Tremblant.
Die sieben wichtigsten Zuflüsse des Flusses sind: Rivière de la Boule, Rivière Versailles, Rivière Noire, Rivière Ouareau, Rivière Saint-Esprit und Rivière de l’Achigan.
Schließlich mündet der Rivière L’Assomption nahe Repentigny in den Rivière des Prairies, unmittelbar bevor dieser auf den Sankt-Lorenz-Strom trifft.
Im Einzugsgebiet des Flusses leben etwa 150.000 Menschen.

## Geographie
Das Einzugsgebiet des Rivière L’Assomption liegt in zwei Naturräumen, den Laurentinische Bergen und dem Sankt-Lorenz-Tiefland. Letzteres bedeckt ein Drittel des Einzugsgebiets.
Dessen Relief entspricht einer Ebene mit wenigen Hügeln (mit Höhen bis zu 100 m).
Hier dominiert die landwirtschaftliche Bodennutzung.
Der feinkörnige Boden befindet sich hier über einer gering durchlässigen Schiefer-Lehmschicht.
Die Laurentischen Berge bilden einen Teil des Kanadischen Schilds.
Diese sind durch eine 150 m hohen Schichtstufe klar abgegrenzt.
Entlang der Schichtstufe befinden sich eine Reihe von Wasserfällen.
Die Laurentischen Berge haben eine durchschnittliche Höhe von 230 m im Süden und 460 m im Norden.
Es gibt jedoch auch höhere Berge im Mont Tremblant-Massiv mit Höhen von über 600 m.
Dort entspringt der Rivière L'Assomption.

## Hydrographie
Von Norden nach Süden hin verringert sich das durchschnittliche Gefälle des Gewässers.
Die steilen Flussabschnitte in den höheren Lagen bildet starke Strömungen, während im Tiefland flache Fließstrecken und geringe Fließgeschwindigkeiten vorherrschen.
Des Weiteren bildet der Fluss eine Vielzahl von Mäandern. Am offensichtlichsten ist dies an der Stadt L’Assomption, welche fast vollständig innerhalb einer Flussschleife liegt.
Im Einzugsgebiet des Rivière L’Assomption liegen 490 Seen, von denen 24 eine Wasserfläche größer als 1 km² aufweisen. Die meisten der Seen befinden sich im Laurentinischen Hochland.

## Wasserqualität

### Städtische und industrielle Verschmutzung
Die Wasserqualität des Flusses ist stark von den sozial-ökonomischen Verhältnissen des Gebiets abhängig.
Seit 1950 hat sich die Lage verkompliziert – durch Verstädterung der Flussufer, durch diversifizierte Landwirtschaft und durch Industrialisierung entlang des südlichen Abschnitts des Flusses.
Wenngleich sich die Verschmutzungsquellen seit 1950 verändert haben, aufgrund von strengen Umweltauflagen und dem Einsatz von Kläranlagen, ist das Umweltproblem immer noch existent.
Über 150.000 Menschen leben im Einzugsgebiet. Sie verteilen sich auf 43 Kommunen.
Die bedeutendsten davon sind  Repentigny, Joliette, Le Gardeur und L’Assomption.
Außerdem bildet der nördliche Teil des Einzugsgebiets ein beliebtes Urlaubsgebiet, so dass deren Bevölkerung in den Ferien auf über 45.000 Menschen ansteigt.
Die Mehrzahl der Kommunen entnehmen ihr Trinkwasser dem Fluss und versorgen damit 100.000 Menschen.

### Landwirtschaftliche Verschmutzung
Neben städtischer und industrieller Verschmutzung hat die Landwirtschaft einen bedeutenden Anteil an der Umweltbelastung.
Die Landwirtschaft ist ein wichtiger Faktor entlang dem Flusslauf:
1995 gab es 1305 Landwirte mit 60.221 ha kultivierter Landfläche sowie 73.563 Tieren.

## Orte entlang des Flusslaufs
- Saint-Côme
- Saint-Alphonse-Rodriguez
- Sainte-Béatrix
- Saint-Jean-de-Matha
- Sainte-Mélanie
- Saint-Félix-de-Valois
- Notre-Dame-des-Prairies
- Saint-Charles-Borromée
- Joliette
- Saint-Paul
- Saint-Gérard-Majella (eingemeindet von L'Assomption)
- L’Assomption
- Repentigny
- Le Gardeur (eingemeindet von Repentigny)
- Charlemagne